# Teken (Marianne van den Heuvel)
Teken is een artistiek kunstwerk in Amsterdam-Oost.
Het beeld is een schepping van Marianne van den Heuvel onder andere van Stichting Memento Gedenkbeelden. Zij kreeg rond 1997 het verzoek van begraafplaats De Nieuwe Ooster een beeld te ontwerpen, dat moest aangeven dat ter plaatse een deel van de totale begraafplaats bestemd was voor de overleden Rooms-Katholieken.  De kunstenares schiep een grote ronde schijf waaruit een Latijns kruis is uitgespaard; dat kruis staat dwars in de ronde schijf. Door middel van het kruis voelde de kunstenaar zich verbonden met de eeuwenoude traditie van beeldhouwers, die kruizen voor kerken en begraafplaatsen ontwierpen en maakten. Het totaal is gemaakt uit Belgisch hardsteen. Met haar 2,5 meter hoogte is het een opvallende middelpunt in de R.K. Begraafplaats.
Op de schijf zijn twee teksten voor meditatie te lezen:
Dood ben je als je wordt vergeten.— Volkswijsheid
En ga met mij waar niemand met mij gaat.— Huub Oosterhuis, kerst podcast 2021